# Červený Hrádok
Červený Hrádok é um município da Eslováquia, situado no distrito de Zlaté Moravce, na região de Nitra. Tem 5,5 km² de área e sua população em 2018 foi estimada em 407 habitantes.

## Demografia
| Ano:        | 1994 | 2004   | 2014   | 2024   |
| ----------- | ---- | ------ | ------ | ------ |
| Broj ljudi: | 425  | 435    | 407    | 442    |
| Razlika:    |      | +2,35% | -6,43% | +8,59% |

| Ano:               | 2023 | 2024   |
| ------------------ | ---- | ------ |
| Número de pessoas: | 443  | 442    |
| Diferença:         |      | -0,22% |